# 蒙德武涅
蒙德武涅（法語：Mont-de-Vougney，法語發音：[mɔ̃ də vuɲɛ]）是法国杜省的一个市镇，属于蒙贝利亚尔区。

## 地理
蒙德武涅（47°14'45"N, 6°43'53"E）面积7.03 平方千米，位于法国勃艮第-弗朗什-孔泰大區杜省，该省份为法国东部内陆省份，北起上索恩省，西接汝拉省，东部及东南部与瑞士接壤，东北部与贝尔福地区省接壤。
与蒙德武涅接壤的市镇（或旧市镇、城区）包括：奥尔让-布朗什方丹、巴特南-瓦兰、迈什、芒斯南利泽尔讷、圣于连莱吕塞。

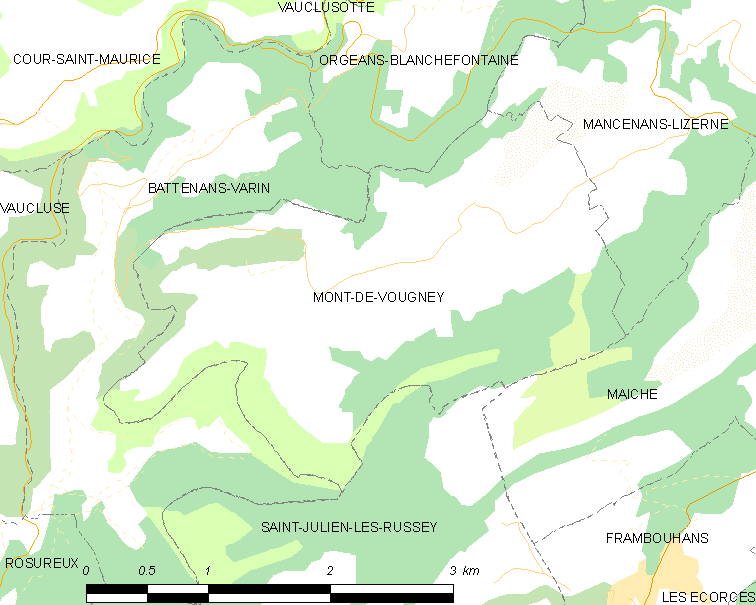
蒙德武涅的OSM定位图

蒙德武涅的时区为UTC+01:00、UTC+02:00（夏令时）。

## 行政
蒙德武涅的邮政编码为25120，INSEE市镇编码为25392。

## 政治
蒙德武涅所属的省级选区为迈什县。

## 人口

1962-2008年间蒙德武涅人口变化图示

蒙德武涅于2022年1月1日时的人口数量为195人。